# إم سي هامر
إم سي هامر (بالإنجليزية: MC Hammer) اسمه الحقيقي ستانلي كيرك بوريل (ولد 30 مارس 1962)، معروف باسمه الفني إم سي هامر (أو ببساطة هامر)، هو مغني راب أمريكي، رائد أعمال وممثل. بلغ ذروة الشعبية والنجاح التجاري في أواخر الثمانينات حتى منتصف التسعينات. اشتهر بأغنيته الناجحة «يو كانت تاتش ذيس» (U Can't Touch This).

## روابط خارجية
- إم سي هامر على موقع IMDb (الإنجليزية)
- إم سي هامر على موقع ألو سيني (الفرنسية)
- إم سي هامر على موقع ميوزك برينز (الإنجليزية)
- إم سي هامر على موقع رولينغ ستون (الإنجليزية)
- إم سي هامر على موقع أول موفي (الإنجليزية)
- إم سي هامر على موقع إن إن دي بي (الإنجليزية)
- إم سي هامر على موقع أول ميوزيك (الإنجليزية)
- إم سي هامر على موقع ديسكوغز (الإنجليزية)
- إم سي هامر على موقع قاعدة بيانات الفيلم (الإنجليزية)